# بين لام
بين لام (بالإنجليزية: Ben Lam)‏ هو لاعب اتحاد الرغبي نيوزيلندي، ولد في 9 يونيو 1991 في أوكلاند في نيوزيلندا.

## وصلات خارجية
- بين لام على موقع سلسلة سباعيات الرغبي العالمية - رجال (الإنجليزية)
- بين لام عل موقع إسبنسكروم (الإنجليزية)
- بين لام على موقع ItsRugby.co.uk (الإنجليزية)